# Nellie Hall
Pour les articles homonymes, voir Hall.
Nellie Hall (1895 - 26 juillet 1976), plus tard connue sous le nom de Nell Hall-Humpherson, est une suffragette britannique, arrêtée et emprisonnée à plusieurs reprises pour ses activités avec la Women's Social and Political Union (WSPU).

## Biographie

### Jeunesse et formation
Nellie Hall est née à Eccles, Lancashire, fille de Leonard Hall (en) et Martha Alice Hall. Son père est un journaliste actif au sein du Parti travailliste indépendant (ILP). Sa mère est suffragette, avec la WSPU en 1903. Son grand-père Spencer Timothy Hall (en) est un médecin et écrivain homéopathe. Nellie Hall est très tôt exposée aux discussions politiques et culturelles dans une maison qui accueille des visiteurs tels que Emmeline Pankhurst et George Bernard Shaw. Elle commence son activisme politique en 1909 à l'âge de quatorze ans, lorsqu'elle rejoint les manifestations nocturnes contre le gavage à l'extérieur de la prison de Winson Green.  

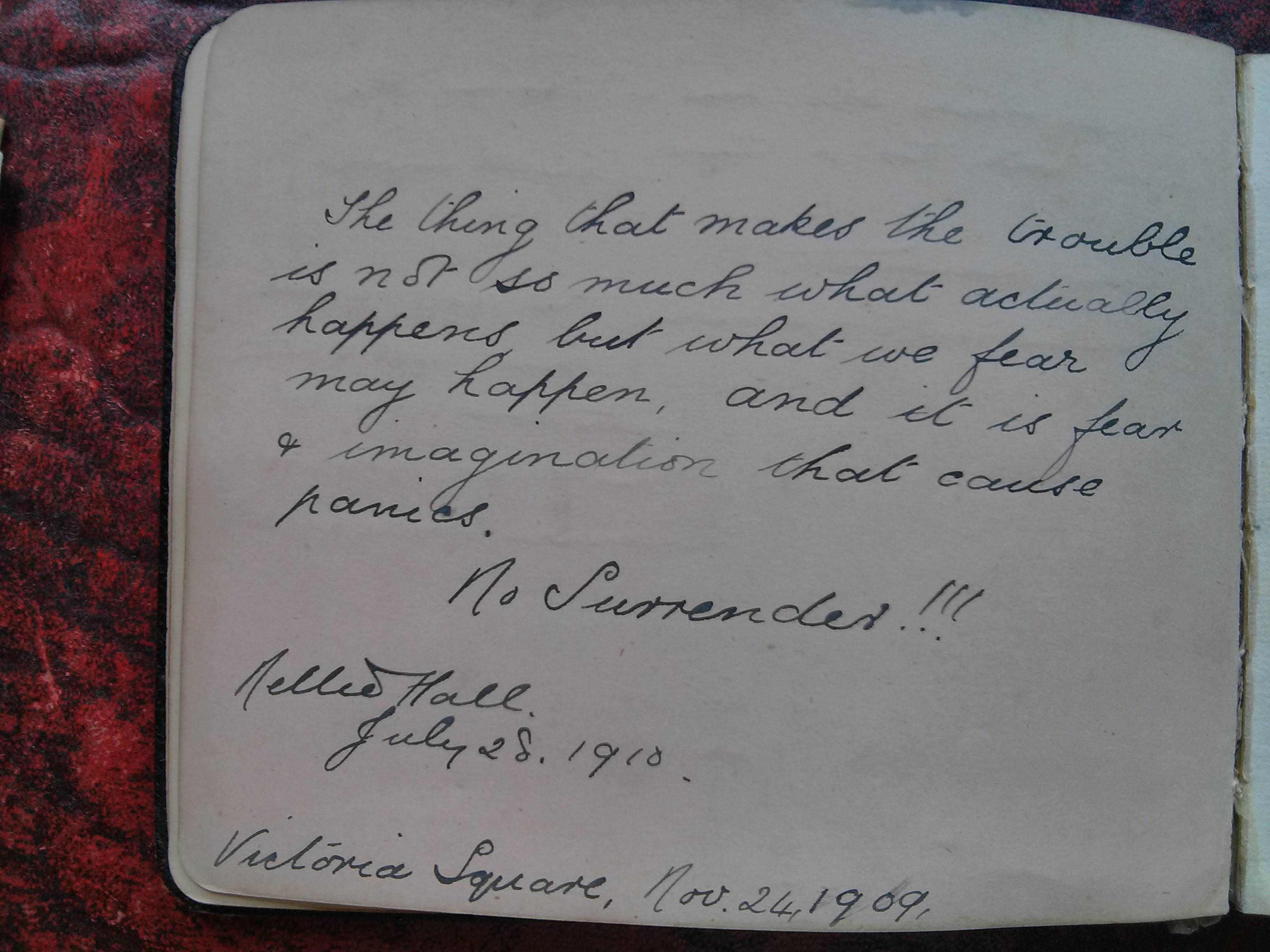
Dédicace de Nellie Hall dans l'album de prisonnières WSPU de Mabel Capper, octobre 1910 (Transcription: ce qui cause le trouble n'est pas tant ce qui arrive effectivement mais ce que nous craignons qu'il arrive et c'est la peur et l'imagination qui font paniquer. Pas de capitulation ! ! ! Nellie Hall, 28 juillet 1910; Victoria Square, 26 novembre 1909.).

### L'engagement pour le droit de vote des femmes
Hall travaille pour la WSPU à Birmingham de 1911 à 1913 jusqu'à ce qu'elle soit arrêtée pour avoir jeté une brique par la fenêtre de la voiture du Premier ministre Herbert Henry Asquith le 21 juillet 1913. Elle est condamnée à trois semaines de prison, pour lesquelles elle reçoit une Hunger Strike Medal de la WSPU « pour sa vaillance » mais est libérée après huit jours, souffrant des oreillons.  
Hall s'installe à Londres (déguisée en femme de chambre et utilise le nom de « Marie Roberts ») et poursuit son mitantisme en tant qu'organisatrice secrète. En 1914, elle est arrêtée avec sa mère et sa sœur Emmeline et trois autres femmes (Grace Arnes, Julia Jameson et Grace Roe) pour avoir participé à un complot et dissimulé un arsenal de galets et d'équipement de "bris de vitres" » dans leur appartement de Maida Vale. Alors qu'elle est amenée hors du tribunal pendant son procès, elle agite son mouchoir aux partisans et crie : « Cela n'a pas d'importance; nous continuerons à nous battre, à nous battre, à nous battre ». Elle est condamnée à trois mois, entame une grève de la faim  et est alimentée de force à la prison de Holloway. Elle écrit une brochure intitulée « Marie Roberts » sur son travail au suffrage et son expérience en prison.  
Nellie retourne à Birmingham pendant la Première Guerre mondiale, où elle rejoint le service postal, et devient la première trieuse de courrier pour le Corps expéditionnaire britannique. En 1928, grâce à l'intervention de Flora Drummond, elle accepte les fonctions de secrétaire et d'officier de liaison d'Emmeline Pankhurst qu'elle soigne pendant sa dernière maladie. Elle porte le drapeau de la WSPU aux funérailles de cette dernière.

### Vie privée
En 1920, Nellie Hall épouse un maître d'école, Herbert Humpherson et s'installe dans le Warwickshire. Elle a deux fils, David Hall-Humpherson et Peter Hall-Humpherson,. Après la mort d'Emmeline Pankhurst, les Humphersons émigrent au Canada en 1929. Nell Hall-Humpherson vit en Nouvelle-Écosse et à Toronto, où elle est présidente de l'Association des épouses de soldats pendant la Seconde Guerre mondiale et membre à vie de l'Association des femmes électrices de Toronto.  
En 1962, elle apparaît comme l'invitée mystère de l'émission télévisée canadienne Front Page Challenge (en), et en 1965, elle donne plusieurs entrevues dans les journaux au sujet de ses années de suffragette,. Elle est interviewée de nouveau à la télévision canadienne, par Pierre Berton, en 1971. Elle meurt le 26 juillet 1976, à l'âge de 83 ans, à Cobourg, en Ontario.

## Voir également